# 1096년

## 연호
- 북송(北宋) 소성(紹聖) 3년
- 요(遼) 수창(壽昌) 2년
- 일본(日本) 가호(嘉保) 3년 / 에이초(永長) 원년
- 서하(西夏) 천우민안(天祐民安) 7년
- 리 왕조(李朝) 호이퐁(會豊) 5년

## 기년
- 고려(高麗) 숙종(肅宗) 원년
- 북송(北宋) 철종(哲宗) 11년
- 요(遼) 도종(道宗) 42년
- 서하(西夏) 숭종(崇宗) 11년
- 리 왕조(李朝) 인종(仁宗) 25년

## 사건
제리고르돈과 키보토스에서 군중 십자군 전멸.
- 십자군 1차 원정,예루살렘 점령(1099년)
- 고려, 6촌 이내의 혼인을 금함